# Thierssche Stadtbefestigung

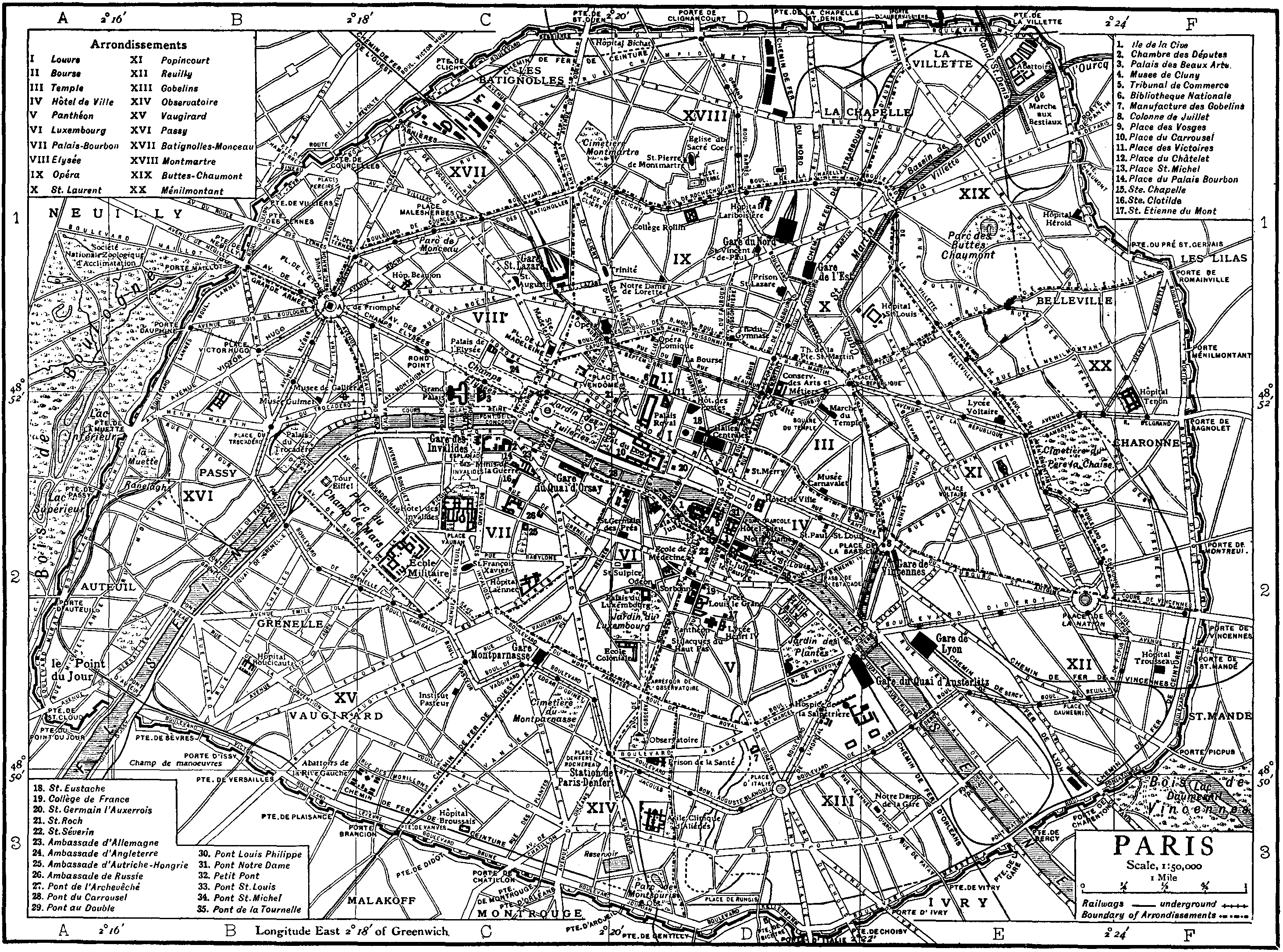
Stadtplan von 1911 aus der Encyclopaedia Britannica, der deutlich den Verlauf des Hauptwalls zeigt

Die Thierssche Stadtbefestigung ist der letzte und größte Mauerring, der als Befestigung der französischen Hauptstadt Paris in den Jahren um 1840–1844 auf Betreiben des letzten Königs Louis Philippe angelegt wurde. Ihren Namen verdankt sie dem Politiker Adolphe Thiers, der zu Baubeginn Ministerpräsident war.

## Aufbau

Die Stadtgrenzen von Paris vom 4. Jahrhundert bis 2015.
Gallo-römische Stadtbefestigung
karolingische Stadtmauer
Stadtmauer Philipps II. August
Stadtmauer Karls V.
Stadtbefestigung Ludwigs XIII.
Mauer der Generalpächter
Thierssche Stadtbefestigung
heute

Im 17., 18. und 19. Jahrhundert verfügte Paris nur über sporadische Befestigungen, da die mittelalterlichen Mauerringe längst veraltet waren und eine Neubefestigung angesichts der militärischen Stärke Frankreichs wohl auch als unnötig angesehen wurde. Dies änderte sich mit der Revolution und der Niederlage Napoleons, als Paris innerhalb weniger Monate gleich zwei Mal den Einzug fremder Heere erlebte. Der letzte Bourbonenkönig Louis-Philippe verfolgte bereits seit seinem Amtsantritt im Gefolge der Revolution von 1830 den ehrgeizigen Plan einer vollständigen Neubefestigung seiner Hauptstadt, da er der Ansicht war, dass der Besitz von Paris den Schlüssel zu einer erfolgreichen Verteidigung Frankreichs darstellte. Einen ersten Entwurf legte Marschall Soult bereits Anfang 1833 vor. Es galt jedoch zunächst, einige Widerstände im Parlament zu überwinden, da nicht wenige Parlamentarier überzeugt waren, dass die Befestigung sich tatsächlich eher gegen das eigene Volk als gegen äußere Feinde richte. Das Projekt wurde dann schließlich 1841 begonnen und war nur drei Jahre später im Wesentlichen vollendet, für den Bau wurden Kredite in Höhe von 140 Millionen Goldfranc aufgenommen.
Als problematisch erwies sich, dass in den Jahren vor (und ganz besonders nach) der Anlage des Befestigungssystems die Waffentechnik große Fortschritte machte. Dies betraf in besonders starkem Maße Handwaffen und Artillerie, was in der Mitte des 19. Jahrhunderts ein großes Festungssterben auslöste, da ältere und kleinere Anlagen den verbesserten Angriffsmethoden nicht gewachsen waren und die Modernisierung oder Neuanlage von zeitgemäßen Festungen immer größere Aufwendungen erforderte. Eigentlich war die neue Stadtbefestigung bereits bei ihrer Fertigstellung nicht mehr zeitgemäß, und bereits etwa 15 Jahre später machte das massenweise Aufkommen leistungsfähiger gezogener Hinterladergeschütze die meisten Befestigungen im Bastionärsystem praktisch wertlos.

### Fortring
Im Vorfeld um die Stadt wurde als erste Verteidigungslinie ein Ring aus 16 detachierten Forts im Bastionärsystem angelegt, die einen Ring von etwa 53 km Länge bildeten und sich gegenseitig mit Artilleriebeschuss decken konnten. Dabei klafften in dem Ring an einigen Stellen Lücken, hauptsächlich im Westen, wo die Seine eine natürliche Verteidigungslinie bildete. Die meisten Forts waren rechteckig oder fünfeckig angelegt, während das Fort Double Couronne (übersetzt ‚doppelte Krone‘) als nach hinten offenes doppeltes Kronwerk unmittelbar nördlich von Saint-Denis angelegt war.

#### Die 16 Forts
- Fort de la Briche
- Fort de la Double-Couronne (Saint-Denis)
- Fort de l’Est (Saint-Denis)
- Fort d’Aubervilliers
- Fort de Romainville
- Fort de Noisy
- Fort de Rosny
- Fort de Nogent
- Fort Neuf de Vincennes (unmittelbar neben Schloss Vincennes)
- Fort de Charenton (am Zusammenfluss von Seine und Marne)
- Fort d’Ivry
- Fort de Bicêtre
- Fort de Montrouge
- Fort de Vanves
- Fort d‘Issy
- Fort de Mont Valérien

### Hauptwall

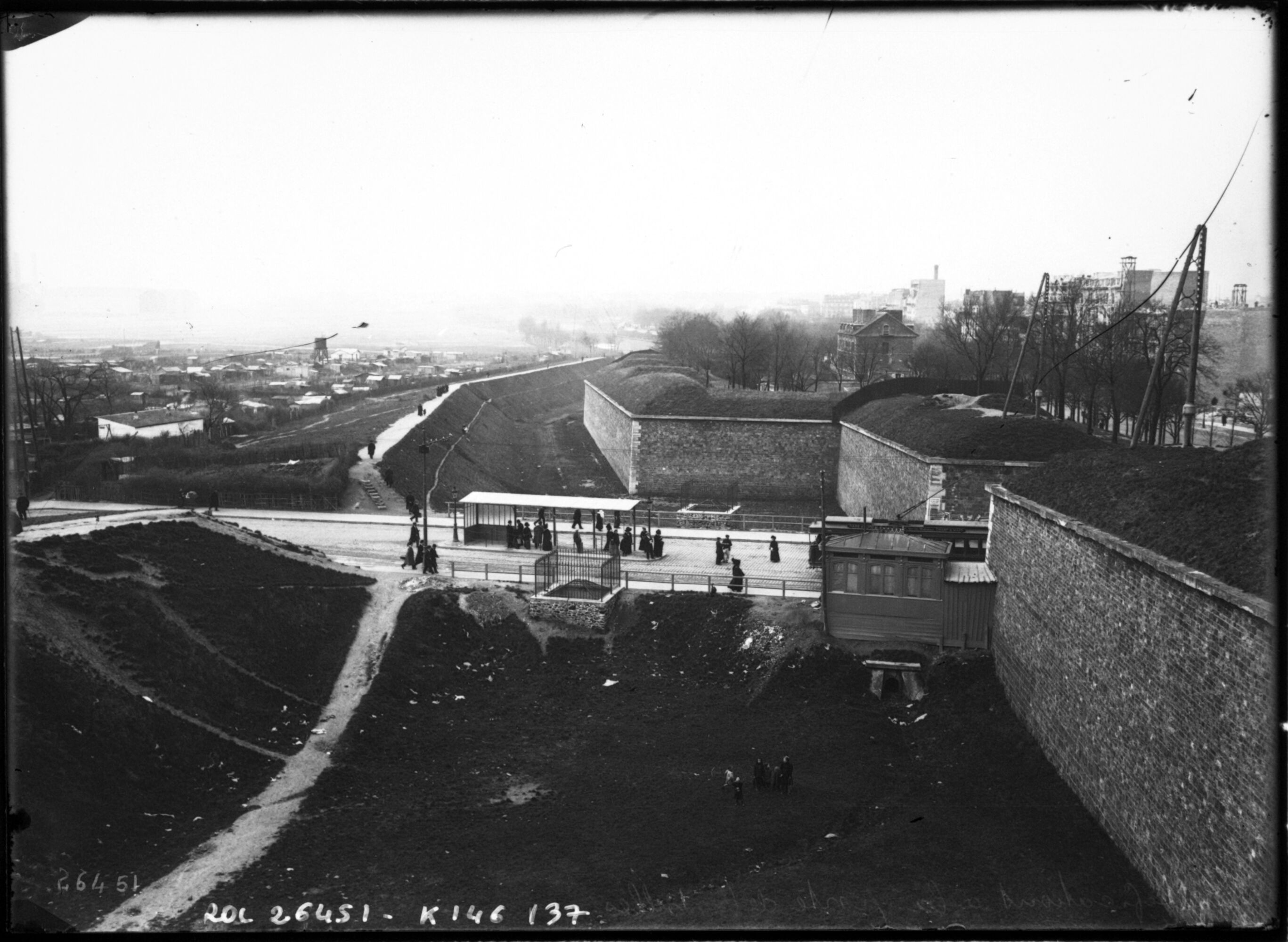
Ansicht des Hauptwalls an der Porte de Versailles um 1913

Als zweite Verteidigungslinie folgte der eigentliche 10 m hohe Hauptwall (enceinte) mit 6 m breiter Brustwehr und 3,5 m starker Eskarpemauer sowie vorgelagertem trockenem Graben von 10 bis 40 m Breite, der Paris auf einer Länge von 34,5 km umschloss und 95 Bastionen, 17 Tore, 23 kleinere Eingänge (barrières), acht Eisenbahndurchgänge, acht Poternen sowie fünf Durchgänge für die Seine und Kanäle aufwies. Hinter dem Wall liefen zur Verbesserung der Kommunikation entlang der Verteidigungslinie eine Ringstraße und eine Ringbahn entlang. Vor dem Graben lag ein 250 m breites Glacis, auf dem keine Gebäude stehen oder errichtet werden durften (Zone non aedificandi).

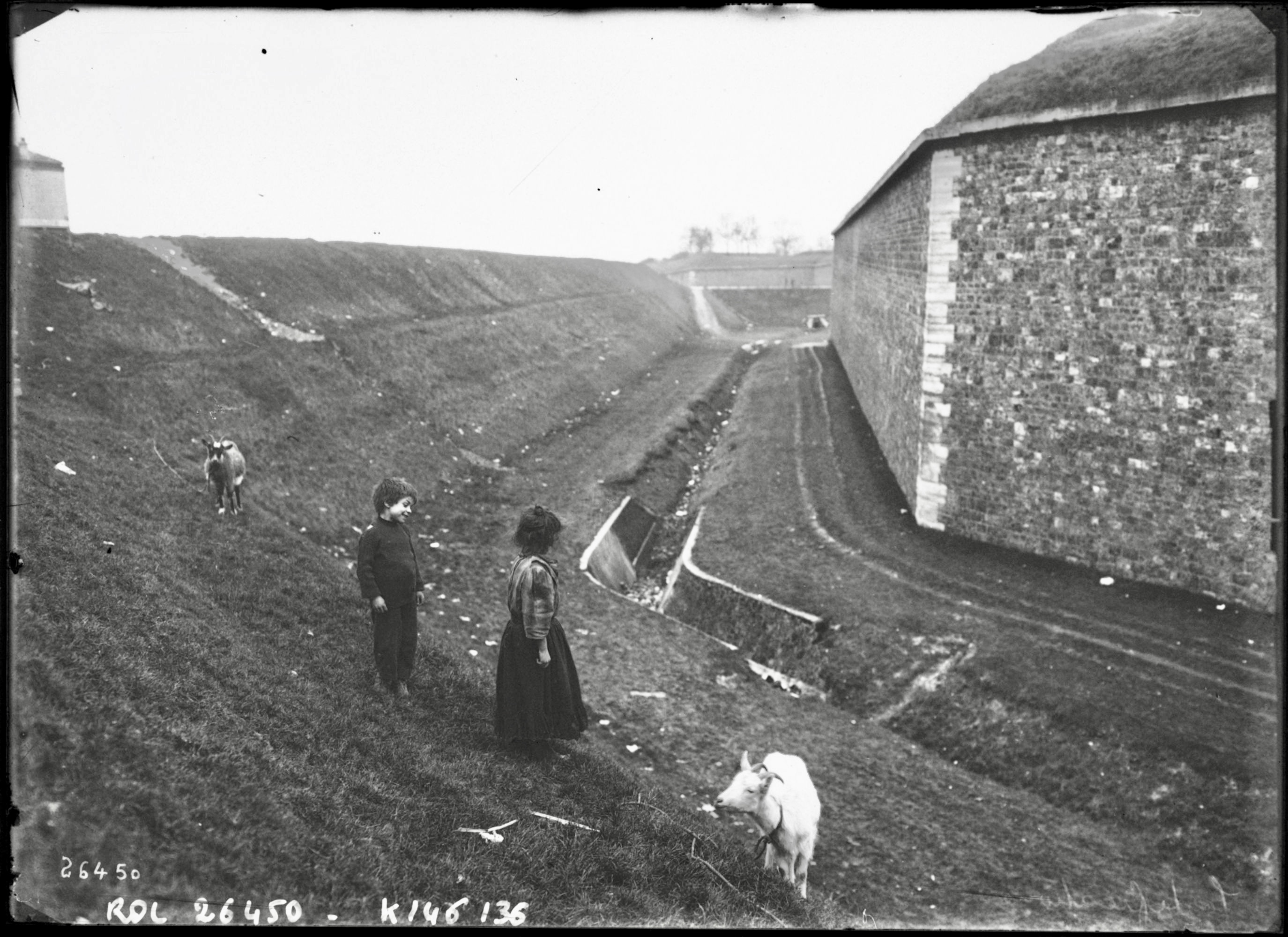
Spielende Kinder im Graben vor dem Hauptwall

Die neue Mauer verlief einige Kilometer vor der damaligen Stadtgrenze, doch bereits 1860 wurden das Land nach Paris eingemeindet, so dass die Stadtgrenze nun dem Verlauf des Hauptwalls entsprach, was im Wesentlichen heute noch der Fall ist. Der Hauptwall umschloss ein Gebiet von etwa 80 km², und zum Zeitpunkt der Erbauung lagen zwischen dem Stadtkern und der Umwallung noch dünn besiedelte Gebiete und Felder. Um die Stadt verteilt lagen außerdem noch etliche kleinere ergänzende Werke wie Batterien, Lünetten, Ravelins, Redouten, gedeckte Wege etc.

## Der Deutsch-Französische Krieg
Mit der raschen Niederlage der kaiserlichen Armeen im Osten Frankreichs und der Entscheidung der neuen republikanischen Regierung zur Fortsetzung des Krieges wurde die Umgebung von Paris bald selbst zum Kriegsschauplatz. Nur etwa zweieinhalb Wochen nach der verlorenen Schlacht von Sedan hatten die Deutschen die Einkreisung von Paris vollendet und richteten sich zunächst auf eine Blockade ein, um eine Vereinigung im Südwesten in Aufstellung befindlicher neuer französischer Heeresverbände mit der Pariser Garnison zu verhindern.
Die Thierssche Stadtbefestigung verhinderte zwar zunächst einen direkten Angriff auf Paris und bot den anfangs fast 350.000 Verteidigern einen gewissen Rückhalt, da die Deutschen die Stadt nicht ohne schweres Belagerungsgerät angreifen konnten. Ein großer Teil der deutschen Kräfte war für den Rest des Krieges mit der ermüdenden und langwierigen Blockade und Belagerung der Hauptstadt beschäftigt, und außerdem mussten immer wieder Ausfälle der Besatzung abgewiesen werden, die den Belagerungsring zu schwächen oder zu sprengen versuchte.
Umgekehrt waren die Befestigungen ihren Aufgaben nur teilweise gewachsen, da sowohl die Werke selbst als auch ihre Bestückung mittlerweile veraltet waren und der überlegenen deutschen Belagerungsartillerie wenig entgegenzusetzen hatten. Zu Beginn der Belagerung war dies noch nicht so schwerwiegend, da die Deutschen zunächst direkte Angriffe auf die Werke vermieden – man wollte die Pariser Zivilbevölkerung und die Stadt schonen, um neutrale Drittstaaten nicht gegen sich aufzubringen. Später jedoch konnten die Forts im Südwesten der Stadt (Vanves, Montrouge, Issy) ohne größere Schwierigkeiten mit schwerer Artillerie niedergekämpft werden, ohne die Belagerer schließlich an der Bombardierung der Stadt selbst hindern zu können, die zahlreiche Opfer forderte und schwere Schäden anrichtete. Dieser Beschuss trug dann letztlich zur Beschleunigung der Kapitulation am 28. Januar 1871 bei.

## Erweiterung 1874–1885
Aufgrund der offenkundigen Mängel der bestehenden Befestigungssysteme entschied sich die französische Regierung ab 1874 im Rahmen der zu diesem Zeitpunkt überall in Frankreich getätigten starken Festungsbautätigkeit zu einer abermaligen Erweiterung des Festungsgürtels und legte einen zweiten, äußeren Fortring aus sieben Forts erster Ordnung, 16 Forts zweiter Ordnung und über 50 Batterien und Redouten um die bestehenden Befestigungen, die abermals durch eine umlaufende Ringstraße und Ringbahn miteinander verbunden waren. Diese neuen Anlagen erweiterten den Umfang der Befestigungsanlage auf über 124 km und entsprachen dem gängigen Standard der in der zweiten Hälfte des 19. Jahrhunderts vielfach errichteten oder erweiterten Festungsringe, wie etwa Köln, Bukarest, Lüttich, Verdun oder Przemyśl.

### Die neu errichteten Forts
- Nordlager (um Saint-Denis)
  - Fort de Cormeilles
  - Fort de Domont
  - Fort de Montlignon
  - Fort de Montmorency
  - Fort de Ecouen
  - Fort de Stains

- Ostlager (Ourcqkanal bis rechtes Seineufer)
  - Fort de Vaujours
  - Fort de Villeneuve-St.-Georges
  - Fort de Chelles
  - Fort de Villiers
  - Fort de Champigny
  - Fort de Sucy

- Südwestlager (linkes Seineufer und Versailles)
  - Fort de Bois-d’Arcy
  - Fort de Saint-Cyr
  - Batterie de Bouviers
  - Batterie du Ravin de Bouviers
  - Fort du Haut-Buc
  - Fort du Trou d’Enfer
  - Fort de Villeras
  - Fort de Palaiseau
  - Fort de Verrières
  - Fort de Châtillon
  - Fort des Hautes-Bruyères

Dabei blieben die vorhandenen Anlagen bestehen, auch wenn zumindest der Hauptwall kaum noch als Hindernis angesehen wurde, so dass auf dem Glacis nichtpermanente Bauten errichtet werden durften, was zur Entstehung einer Kette von Elendsvierteln führte.
Der militärische Wert des zweiten Fortringes wurde mit der Brisanzgranatenkrise um 1890 bald ebenfalls in Frage gestellt, da mit dem Aufkommen verbesserter Sprenggranaten ältere Werke aus Ziegeln oder Erde Beschuss nicht mehr längere Zeit widerstehen konnten. Manche der äußeren Forts wurden daraufhin nachgerüstet.

## Aufgabe nach 1919
Nach dem Ende des Ersten Weltkrieges wurde der militärisch nun wertlose Hauptwall bis 1929 bis auf geringe Reste abgetragen. Eine Initiative zur Anlage eines Grüngürtels war nur teilweise erfolgreich, stattdessen entstanden im Bereich des Glacis zunächst Sozialwohnungen. An Stelle des Hauptwalls verläuft heute der ganz Paris umschließende Boulevard périphérique. Die völlig veralteten Forts des inneren Fortringes blieben fast alle erhalten, etliche verblieben in Militärbesitz und wurden als Depots, Kasernen oder Schulgebäude genutzt. Einige Forts des äußeren Ringes dienten auch nach dem Ersten Weltkrieg noch Verteidigungszwecken. Während des Zweiten Weltkrieges wurden einige der Forts erneut militärisch genutzt, nach der Niederlage Frankreichs 1940 auch von deutschen Besatzungstruppen.

## Heutige Situation
Mit Ausnahme des ab 1919 abgerissenen Forts de la Double Couronne in Saint Denis sind alle Forts des inneren Gürtels auch heute noch erhalten. Viele werden weiterhin vom Militär genutzt, andere dienen als Polizeikasernen oder Behördensitze. Aus dem Fort auf dem Mont Valérien wurde eine zentrale Gedenkstätte für den französischen Widerstand gegen die deutsche Besatzung im Zweiten Weltkrieg, da das Fort von den Besatzern als Hinrichtungsstätte genutzt wurde.
Vom Hauptwall sind nur geringe Reste erhalten:
- Bastion n° 1 am nördlichen Seineufer an der Rue Robert-Etlin
- Flanke der Bastion n° 28 an der Porte de la Villette
- Bastion n° 44 hinter den Ateliers Berthier, Rue André-Suares
- Bastion n° 45 im Jardin Claire-Motte
- Stein der Bastion N°. 82 im Garten der Fondation Deutsch de la Meurthe
- Teil der Porte d‘Arcueil
- Poterne des Peupliers am Boulevard Kellermann

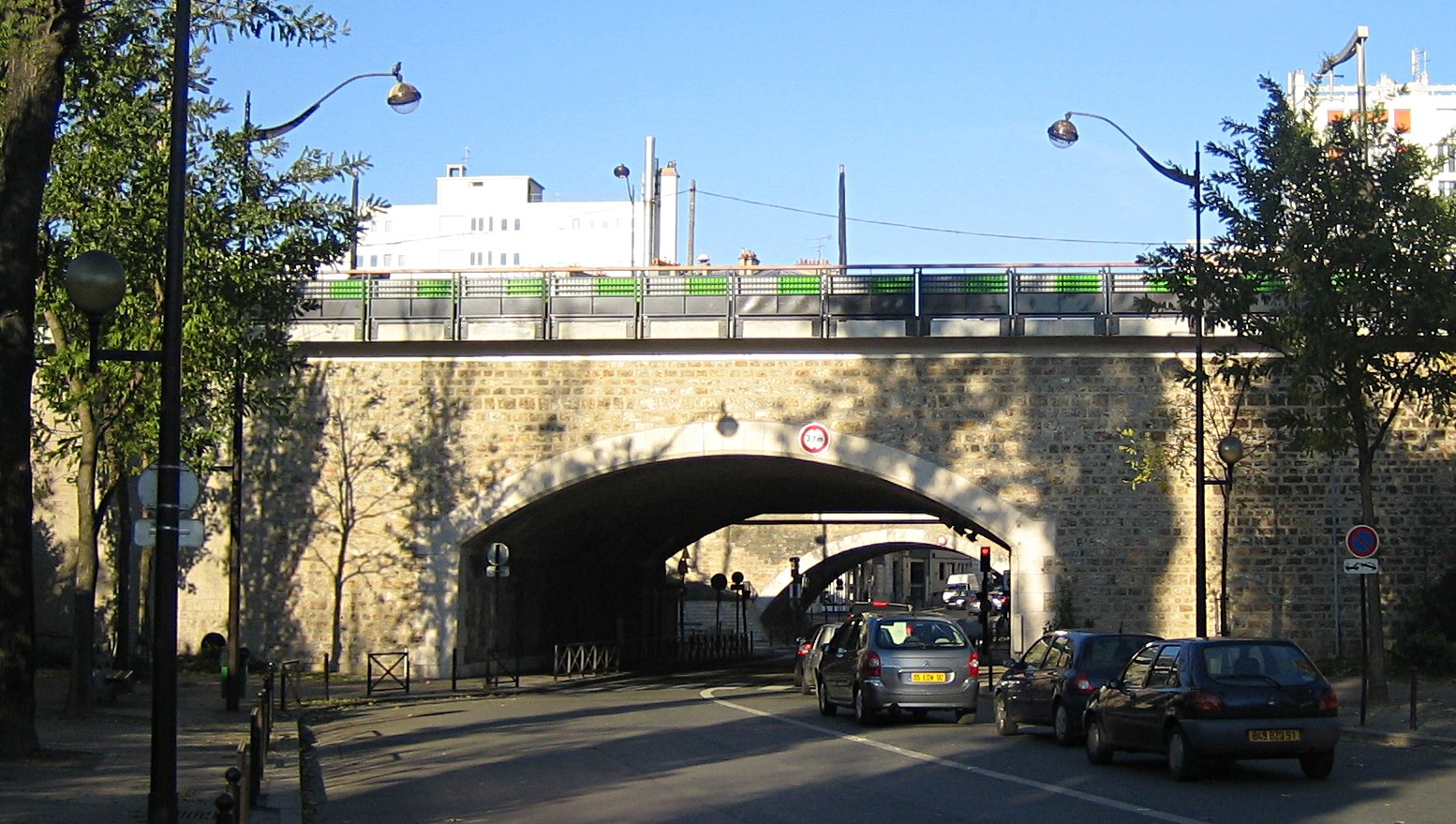
Poterne des peupliers, erhaltener Überrest der Stadtbefestigung